# Контровод
Контрово́д (в верховье Контровод 1-й) — река в Пожарском районе Приморского края России. Впадает слева в Бикин (приток Уссури). Длина реки — 49 км. Площадь водосборного бассейна — 322 км².

## Название
Название рек «Контровод» происходит от того, что большинство рек западной части Приморского края имеют направление течения с востока на запад; реки Контровод 1-й и Контровод 2-й берут своё начало на восточных склонах хребта Стрельникова и направление их течения обратное, то есть с запада на восток.

## Гидрография

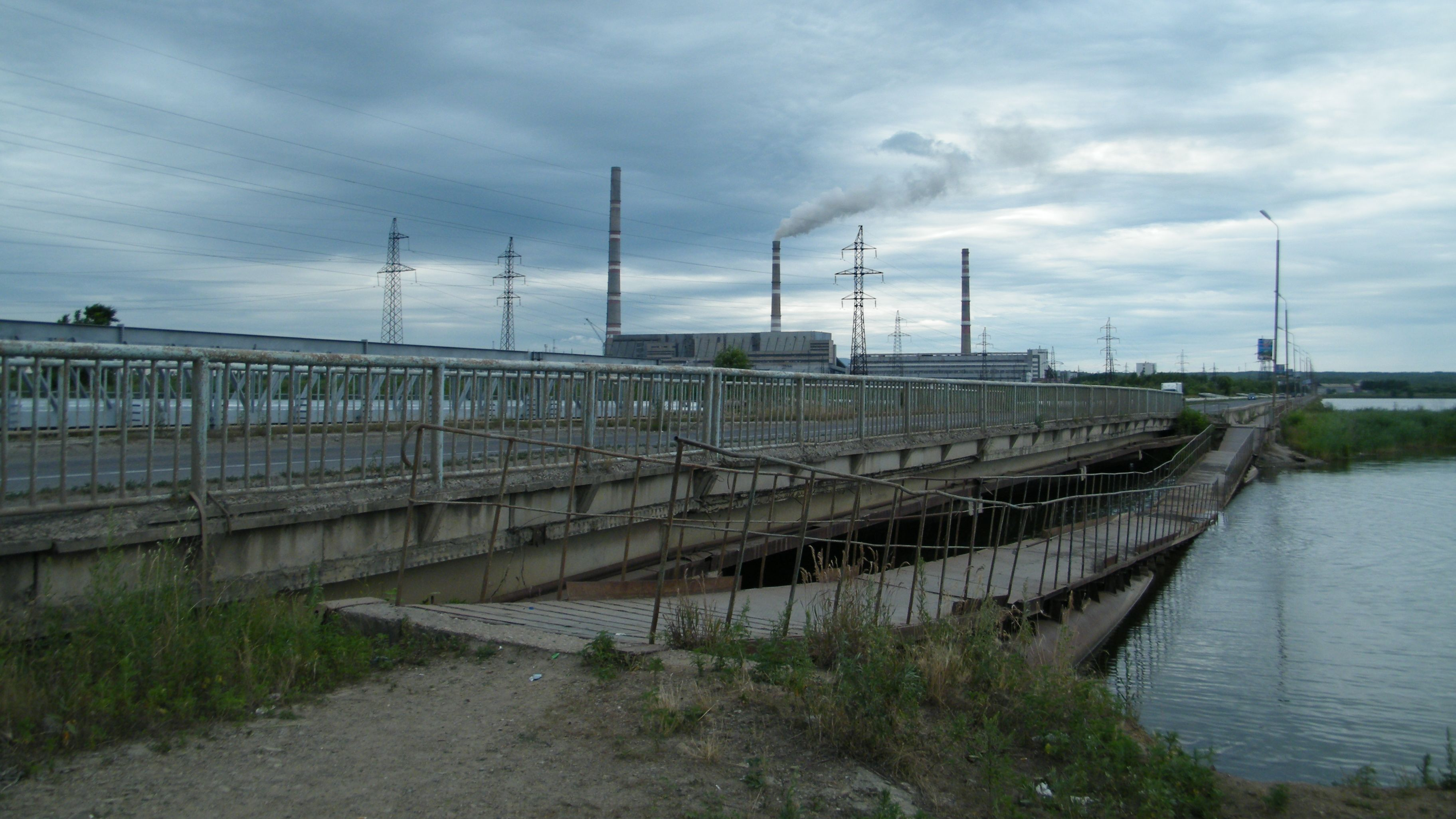
Мост на трассе М60 через реку Контровод

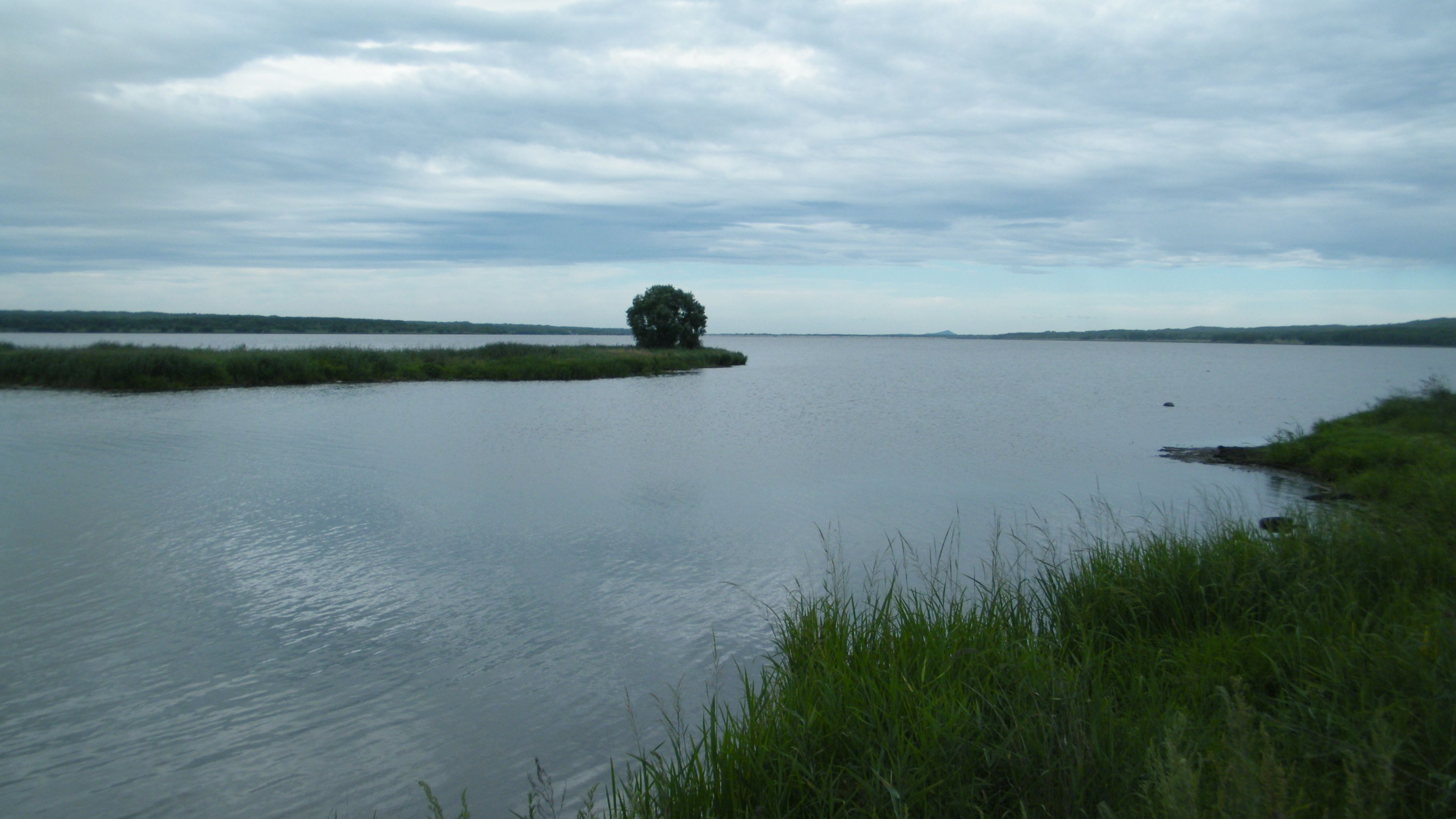
Впадение реки Контровод в Лучегорское водохранилище

Хребет Стрельникова находится в Пожарском районе Приморского края России, имеет меридиональное направление и расположен между правым берегом реки Уссури и Транссибом. Напротив хребта Стрельникова находится остров Даманский.
В долинах рек Контровод 1-й, Контровод 2-й, Ворона, Ласточка, Ольга расположены железнодорожная станция Лучегорск, Транссиб, Лучегорский угольный разрез, сельскохозяйственные угодья, источник минеральной воды «Ласточка».
Нижнее течение реки Контровод (ниже плотины Лучегорского водохранилища) имеет длину около 6 км.
Река Контровод является левым притоком реки Бикин (бассейн Уссури).

### Бассейн реки
Объекты по порядку от устья к истоку ( км от устья: ← левый приток | → правый приток | — объект на реке ):
- Контровод

 — Лучегорское водохранилище
→ Ольга
← Ласточка
→ Ворона
← Контровод 2-й

### Лучегорское водохранилище

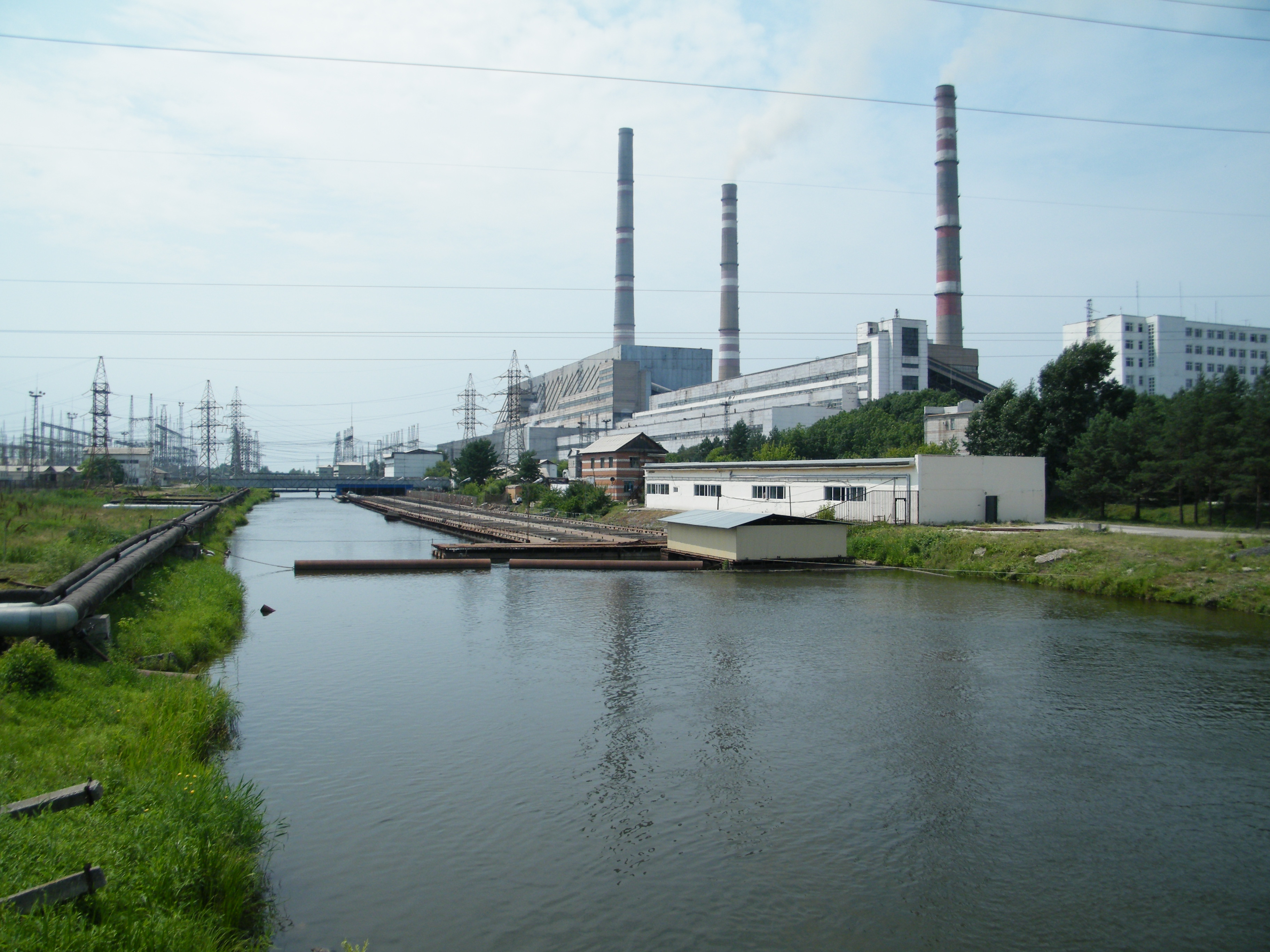
Приморская ГРЭС, водоподводящий канал

При строительстве Приморской ГРЭС на реке Контровод образовано Лучегорское водохранилище.
До впадения реки Контровод в Лучегорское водохранилище её длина составляет около 3 км.
Юго-западный берег водохранилища образован насыпной дамбой с железобетонной облицовкой, по дамбе проходит автомобильная дорога федерального значения «Уссури» (трасса М60).
В Лучегорское водохранилище впадает несколько мелких рек и ручьёв, водохранилище соединено каналами для подвода и отвода воды к охлаждающим устройствам Приморской ГРЭС.
В районе дамбы расположены три автомобильных моста (на трассе М60) — через собственно реку Контровод и через каналы.
Длина Лучегорского водохранилища составляет около 4 км, ширина — около 2 км.
На берегах водохранилища расположен Лучегорск — посёлок городского типа, административный центр Пожарского района Приморского края, основанный в 1966 году.
Лучегорское водохранилище является местом отдыха жителей Пожарского района, на берегах расположены дома отдыха, турбазы, детские оздоровительные лагеря, имеются условия для занятия парусным и водномоторными видами спорта.
Северо-восточный берег Лучегорского водохранилища образован насыпной плотиной с железобетонной облицовкой, в плотине имеются водопропускные сооружения.

## Интересный факт
Вследствие существования двух близких одноимённых рек, в Интернете есть мнение, что река меняет своё русло с периодичностью в три месяца: она впадает то в реку Уссури (приток Амура), то в реку Бикин (приток Уссури). Однако в Уссури она впадать не может, так как на пути стоит хребет Стрельникова, к тому же суровая зима в тех краях длится почти полгода, глубина промерзания грунта достигает более 1,5 метра, почва оттаивает полностью только в июне.
Другие реки с подобной репутацией (см. также Реки с обратным течением):
- Волхов
- Сухона
- притоки Оби
- Пенжина
- Сап
- Хуанхэ — 26 раз за историю изменяла своё русло.
- Пижма Мезенская — впадает в две реки одновременно.

## Топографические карты
- Топографический атлас Приморского края. Масштаб 1:200000. Хабаровск, 1997 год.